# 인라네주

인라네주의 위치

인라네주(노르웨이어: Innlandet fylke)는 노르웨이 동부에 위치한 주로, 주도는 하마르, 릴레함메르이며 면적은 52,113 km2이다. 남쪽으로는 비켄주, 서쪽으로는 베스트란주,  북쪽으로는 트뢰넬라그주와 접하며, 동쪽으로는 스웨덴과 국경을 접한다. 46개 지방 자치체를 관할한다.
2020년 1월 1일 헤드마르크주와 오플란주가 통합하여 설립된 주이다.
이곳에서 에드바르 뭉크가 태어났다.

인라네주의 문장